# Trichoscypha hallei
Trichoscypha hallei är en sumakväxtart som beskrevs av Franciscus Jozef Breteler. Trichoscypha hallei ingår i släktet Trichoscypha och familjen sumakväxter. Inga underarter finns listade i Catalogue of Life.